# Иевлевы
Иевлевы — Русские дворянские роды.
Родоначальник Иевлевых — новгородский дворянин Василий Иевлев, его отец пожалован поместьями и чином дворянским, при великом князе Василии Васильевиче, за хорошую службу в полках.
Опричниками Ивана Грозного (1573 год) числились: Иван, Корнил, Олег, Паня, Степан, Фефил Васильевич Иевлевы.
Афанасий Юрьевич Иевлев за службу и за Московское осадное сидение (1614 год) пожалован вотчинами.
Клементий Иевлев был послом в Швеции (1655 год) и Персии (1667 год). В XVII веке многие Иевлевы были воеводами, стольниками и стряпчими.
При подаче документов для внесения рода в Бархатную книгу, были предоставлены две родословные росписи Иевлевых: Сильверстом (19 марта 1686 года) и Степаном и Андреем Иевлевыми (18 июня 1686 года), также приложены семь царских грамот (1539—1628 годов), древнейшие из которых (1539 и 1544 годов) поместные жалованные грамоты даны Ивану Васильевичу Иевлеву с сыновьями Михаилом и Семёном на поместья его отца сельцо Курдаки с деревнями в Заупском стане Тульского уезда, а также вотчинная грамота (1623 год) Афанасию и Фёдору Юрьевичам Иевлевым на деревни Фоминское (Щукино) и Олтухово в Заупском стане Тульского уезда.
Это род внесён в VI часть родословной книги Тульской губернии.
Другие роды Иевлевых — общим числом 16 — более позднего происхождения.

## Описание герба
В щите, разделённом надвое, в верхней половине в голубом поле видна рука с серебряной саблей, выходящая из облака, на вершине щита означенного (польский герб Малая Погоня). В нижней половине в красном поле горизонтально изображена серебряная пушка.
Щит увенчан дворянскими шлемом и короной. Нашлемник: три страусовых пера. Намёт на щите красный, подложенный серебром. Щитодержатели: два льва. Герб рода Иевлевых внесён в Часть 7 Общего гербовника дворянских родов Всероссийской империи, стр. 38.

## Известные представители
- Иевлев Корнил — дьяк, воевода в Новгороде-Великом (1610—1611).
- Иевлев Андрей — подьячий, воевода в Верхотурье (1623—1624).
- Иевлев Андрей — дьяк. воевода в Вязьме (1636—1637 и 1639—1640).
- Иевлев Алексей — дьяк, воевода в Ярославле (1636—1637), в Терках (1645-16480, в Астрахани (1653—1655). (два раза).
- Иевлев Аввакум — воевода в Сокольске (1651).
- Иевлев Михаил Афанасьевич — воевода в Коротче (1662—1663).
- Иевлев Михаил — воевода в Ольшанске (1672).
- Иевлев Иван Захарьевич — воевода в Острогожске (1679—1680).
- Иевлев Сильвестр — воевода в Острогожске (1683)[4].
- Иевлевы: Абакум Федорович, Михаил Афанасьевич, Степан Михайлович — московские дворяне (1658—1690).
- Иевлевы: Ефим Захарьевич, Прохор Абакумович, Сильвестр Петрович — стольники (1680—1690)[5].
- Иевлев, Василий Трофимович — русский переводчик XVIII века, капитан артиллерии.